# Johnny Isakson
John Hardy (Johnny) Isakson (Atlanta (Georgia), 28 december 1944 – aldaar, 19 december 2021) was een Amerikaans politicus. Hij was een Republikeins senator voor Georgia van 2005 tot 2019.

## Levensloop
Isakson studeerde aan de Universiteit van Georgia en begon na zijn afstuderen een makelaarskantoor. Hij werd president van het bedrijf en zou dat 22 jaar lang blijven. In die tijd zou zijn bedrijf uitgroeien tot het grootste onafhankelijke makelaarskantoor in de staat Georgia.
Hij was getrouwd met Dianne Davison. Samen hadden zij drie kinderen. In juni 2015 maakte Isakson bekend dat bij hem de ziekte van Parkinson was vastgesteld. Ondanks die diagnose werd hij november 2016 herkozen voor een nieuwe termijn van zes jaar in de Senaat.

## Politieke carrière
In 1974 stelde Isakson zich kandidaat voor het Huis van Afgevaardigden van de staat Georgia, maar hij verloor de verkiezingen. Twee jaar later werd hij wel gekozen en hij zou veertien jaar zitting hebben in de senaat, waarvan de laatste twee jaar als minderheidsleider. Hij was in 1990 de Republikeinse kandidaat voor het gouverneurschap van Georgia maar verloor ook deze verkiezingen. Twee jaar later werd hij wel gekozen in de Senaat van Georgia.
Isakson stelde zich in 1996 kandidaat voor een vrijgekomen zetel van de Amerikaanse Senaat. Bij de bekendmaking gaf hij aan dat hij pro-choice was. Dat leverde hem veel tegenstanders op in het Republikeinse kamp. Hij verloor deze verkiezingen dan ook.
De Republikeinen verloren vijf zetels in de Senaat bij de tussentijdse verkiezingen In 1999 verloren de Republikeinen vijf zetels bij de tussentijdse verkiezingen. Newt Gingrich, de (Republikeinse) voorzitter van het Huis van Afgevaardigden, besloot daarop niet alleen zijn voorzitterschap neer te leggen, maar ook zijn functie. Hij werd opgevolgd door Isakson die zijn opponent met meer dan 40 procent verschil versloeg.
In 2004 deed Isakson een nieuwe poging om gekozen te worden in de Senaat, en dit keer wel met succes. Dit was een historische overwinning, omdat voor de eerste keer ooit twee Republikeinen zitting hadden op beide senaatzetels van de staat Georgia.
Na zijn verkiezing in het Huis van Afgevaardigden schoof Isakson toch weer meer op richting pro-life. Verder was hij tegen het huwelijk tussen mensen van gelijke sekse en was hij een bepleiter van wapenrechten. Ook bepleitte hij sterkere grenscontroles om immigratie van illegalen tegen te gaan.
Isakson overleed in december 2021 in zijn woonplaats Atlanta aan de gevolgen van de ziekte van Parkinson op 76-jarige leeftijd.
- Gemeinsame Normdatei: 1248012976
- International Standard Name Identifier: 0000 0000 7016 3025
- Library of Congress Control Number: no2009124477
- SNAC: w6nd0ncn
- Biographical Directory of the United States Congress: I000055
- Virtual International Authority File: 96841384
- WorldCat: E39PBJh4Bw66xdj6ykQWGv9bh3